# Kriminalgericht Greiz
Das Kriminalgericht Greiz war zwischen 1855 und 1879 ein erstinstanzliches Gericht für Strafangelegenheiten in Greiz.

## Geschichte
Mit der 6. Landesherrlichen Verordnung, die Vereinigung der Justizämter Untergreiz, Obergreiz und Dölau und die Einrichtung eines Criminalgerichts betreffend wurden 1855 die Justizämter Untergreiz, Obergreiz und Dölau zum Justizamt Greiz vereinigt. Gleichzeitig wurde die Strafgerichtsbarkeit im Kriminalgericht Greiz zusammengefasst. Übergeordnete Instanz war zunächst die fürstliche Landesregierung und ab 1868 das gemeinsame Appellationsgericht Eisenach.
Mit den Reichsjustizgesetzen wurde im Deutschen Reich reichsweit eine einheitliche Gerichtsorganisation geschaffen. Das Gerichtsverfassungsgesetz vom 27. Januar 1877 legte als Instanzenzug Amtsgerichte, Landgerichte und Oberlandesgerichte fest. Damit wurde das Kriminalgericht Greiz aufgehoben und seine Aufgaben gingen zum 1. Oktober 1879 an das Amtsgericht Greiz bzw. das Landgericht Greiz über.

## Bekannte Rechtsfälle
Im Fall der am 17. Dezember 1861 ermordeten Ehefrau des Webermeisters Friedrich Traugott Feustel betrieb das Kriminalgericht Greiz die Ermittlungen. Der Fall schrieb Rechtsgeschichte, da die Mörderin Marie Rosine Strauß am 21. Oktober 1864 als letzte Person in Deutschland öffentlich hingerichtet wurde.

## Richter
- Theodor von Dietel (1830–1900)